# Live (álbum de UB40)
Live é o primeiro álbum gravado ao vivo da banda UB40, lançado a 14 de fevereiro de 1983.
O disco atingiu o nº 44 das tabelas no Reino Unido, ficando durante 5 semanas nas paradas.

## Faixas
1. "Food for Thought" - 4:40
2. "Sardonicus" - 4:40
3. "Don't Slow Down" - 3:30
4. "Folitician" - 5:55
5. "Tyler - 7:15
6. "Present Arms"	- 5:05
7. "The Piper Calls the Tune" - 3:56
8. "Love Is All Is Alright" - 5:46
9. "Burden of Shame" - 6:25
10. "One in Ten" - 4:38